# Charles Michel
Charles Michel [ʃaʁl mi.ʃɛl] (nascut el 21 de desembre de 1975) és un polític belga que ostentà el càrrec de Primer Ministre de Bèlgica entre 2014 i 2019.

## Biografia
Charles Michel és fill de Louis Michel, un altre destacat polític belga.
Michel va ser nomenat President del Parti Réformateur Libéral el 1982, rellevant Jean Gol, i posteriorment va ser el líder del partit francòfon liberal Mouvement Réformateur (MR) en dues ocasions.

### Primer ministre
Després de les eleccions legislatives belgues de 2014, Charles Michel esdevingué el primer ministre més jove de la història de Bèlgica. amb un govern de coalició de Nieuw-Vlaamse Alliantie (N-VA), Mouvement Réformateur (MR), Christen-Democratisch en Vlaams (CD&V) i Open Vlaamse Liberalen en Democraten (Open Vld).
A principis de desembre de 2018 l'oposició de N-VA al Pacte Mundial per a les Migracions va provocar la seva sortida del govern, mentre MR, CD&V i Open Vld van continuar breument com a gabinet minoritari fins que Charles Michel va dimitir el 18 de desembre de 2018. Com que les eleccions estaven programades per al maig de 2019, el gabinet en minoria va continuar de manera provisional fins a les eleccions, i Michel el va encapçalar de manera provisional. El 18 de febrer de 2019 Olivier Chastel va cedir el seu càrrec de president del partit al primer ministre Charles Michel, per dedicar-se a la campanya eleccions al Parlament Europeu de 2019, i com les eleccions estaven programades per al maig de 2019, el gabinet en minoria va continuar de manera provisional fins a les eleccions.

### President del Consell Europeu
El 27 d'octubre de 2019, Michel va dimitir com a primer ministre provisional per tal d'ocupar la presidència del Consell Europeu, Sophie Wilmès del Mouvement Réformateur (MR) va esdevenir la primera ministra en funcions del govern belga, convertint-se així en la primera dona en ocupar aquest càrrec. El 28 de novembre fou rellevat `per Georges-Louis Bouchez com a líder del partit, superant el seu rival Denis Ducarme a la segona volta amb el 62% dels vots.
L'1 de desembre de 2024 António Costa el va rellevar com a President del Consell Europeu.